# Renato Ibarra
Alex Renato Ibarra Mina (født 20. januar 1991 i Ambuquí, Ecuador) er en ecuadoriansk fodboldspiller (kantspiller). Han spiller hos SBV Vitesse i den hollandske Æresdivision. Han har spillet for klubben siden 2011.

## Landshold
Ibarra har (pr. juni 2014) spillet 19 kampe for Ecuadors landshold, som han debuterede for 20. april 2011 i et opgør mod Argentina. Han var en del af den ecuadorianske trup til både Copa América 2011 og VM i 2014.